# Aaptos nuda
Aaptos nuda är en svampdjursart som först beskrevs av James Barrie Kirkpatrick 1903.  Aaptos nuda ingår i släktet Aaptos och familjen Suberitidae. Inga underarter finns listade i Catalogue of Life.